# Bertula retracta
Bertula retracta är en fjärilsart som beskrevs av Anthony C. Galsworthy 1997. Bertula retracta ingår i släktet Bertula och familjen nattflyn. Inga underarter finns listade i Catalogue of Life.